# Pointe Lachenal
Pointe Lachenal ist ein 3613 m hoher Berg im Mont-Blanc-Massiv in den französischen Alpen. Er befindet sich oberhalb des Glacier du Géant und unter der Ostwand des Mont Blanc du Tacul und gegenüber dem Aiguille du Midi. Der bekannte Abschnitt des Kammes hat vier Gipfel die für die riesige Wand aus sauberem und steilem Granit auf der Südostseite berühmt sind. Beliebte Hochtouren wie die Nordwandbesteigug des Mont-Blancs führen über den Kamm des Pointe Lachenal, einem begehrten Ort der harten Klettersteige. Dieser Gipfel wurde zu Ehren des berühmten französischen Alpinisten und Alpenführers Louis Lachenal (1921–1955) benannt, der am 27. November 1955 unterhalb dieses Berges am Glacier du Géant verunglückte. In der Gebirgsgruppe Annapurna Himal finden wir einen Gipfel mit demselben Namen, dem Lachenal Peak (7140 m).